# Aaron Suski
Aaron Suski (21 maart 1976) is een Amerikaans professioneel skateboarder. Hij staat Regular, wat betekent dat hij normaal skate met zijn linkervoet voor.
Hij staat bekend om het uitvinden van de Suski Grind, die naar hem vernoemd is.